# Ostuni
Ostuni (barsko Ostune; salentinsko Stune; starogrško Αστυνέον, latinizirano: Astynéon) je mesto in občina približno 8 km oddaljena od obale Jadranskega morja, v pokrajini Brindisi v deželi Apuliji v Italiji. Mesto ima pozimi približno 32.000 prebivalcev, poleti pa lahko naraste na 100.000 prebivalcev, saj je med najvažnejšemi mesti, ki privabljajo turiste v Apuliji. Ima tudi britansko in nemško skupnost priseljencev ter industrijsko cono. Pokrajina je pridelovalka visokokakovostnega oljčnega olja in vina.

## Geografija
Ostuni leži približno osem kilometrov v notranjosti od obale Jadranskega morja. Središče mesta je na treh gričih s pogledom na oljčne nasade pred jadransko obalo na povprečni nadmorski višini 223 metrov.
Murgia, na jugovzhodnem hribovju mesta, je kraško območje, sestavljeno predvsem iz krednega apnenca. Gre torej za precej sušno območje brez potokov: na njihovem mestu so tako imenovane lame, sezonske hudourniške struge, s plitvimi brazdami in strmimi stenami. Druga geološka značilnost območja so "gravine", kraške grape.
Ostuni ima izključno sredozemsko podnebje, značilno za območja skrajnega severa Salenta in spodnje Murgie; vendar ima celinske značilnosti. Zime so razmeroma ostre s temperaturami, ki se lahko v najhladnejših dneh spustijo tudi za nekaj stopinj pod ničlo, še posebej vroča poletja z vrednostmi, ki lahko v najbolj vročih dneh dosežejo +40 °C.

## Zgodovina
Regija okoli Ostunija je bila naseljena že od kamene dobe. Ppravljena izkopavanja so omogočila odkritje kosti in keramike. Vendar pa najbolj presenetljivo pričevanje ostaja odkritje okostja Gospa iz Ostunija, ženske, stare približno 20 let, ki je blizu poroda, in njenega ploda, ki ga je odkril prof. Donato Coppola z univerze Aldo Moro v Bariju leta 1991. Telo, postavljeno v veliko luknjo, je v skrčenem položaju, z glavo pokrito z nekakšno kapuco, sestavljena iz stotih majhnih školjk, najdena z desno roko, naslonjeno na trebuh, kot da bi zaščitila plod. Pripadnost ženske skupini lovcev potrjujejo ostanki kremena in zob primitivnega konja in vola. Pokop, imenovan Ostuni 1º, je edinstven na svetu: izpred približno 28.000 let (kalibrirano radiokarbonsko datiranje) je bil najden v jami Santa Maria di Agnano, v bližini istoimenske kmetije. Odlitek tega pokopa si lahko ogleda v "Muzeju predklasičnih civilizacij južne Murgije", v nekdanjem samostanu Monacelle, v zgodovinskem središču Ostunija.
Mesto naj bi prvotno ustanovili Mesapi, predklasično pleme, uničil ga je Hanibal med punskimi vojnami. Nato so ga ponovno zgradili Grki, ime Ostuni izhaja iz grškega Astu néon ("novo mesto").
Z razpadom Zahodnega rimskega cesarstva so Ostuni, tako kot ostalo Italijo, prečkali Ostrogoti, Langobardi, Saraceni in jih močno branila imperialna oblast, ki so jo izvajali Bizantinci. V bizantinski dobi je leta 876 nastala škofija in dala zatočišče bazilijanskim menihom iz Sirije in Egipta; ogroženih z arabsko ekspanzijo, predvsem pa z ikonoklazmom, so se menihi zatekli v iste jame, v katerih se je zatekal pračlovek.
Med 11. in 12. stoletjem so Normani osvojili bizantinska naselja v Apuliji in jih združili pod grofijo Apulija, ki jo je ustanovil Robert  Guiscard, in nato postali vojvodina Apulija. Normani so okrepili tudi gojenje oljk in natančno določili meje mesta. V 12.stoletju je Goffredo III., grof Lecceja in uradnik sicilskega kralja Rogerija II., z vojaško jurisdikcijo nad Terra d'Otranto, zgradil grad na vrhu najvišjega hriba v Ostuniju; danes sta od te impozantne in dobro utrjene gradnje ostala le stolp in vrt (vrt Zurlo).
S Staufovci se je Ostuni precej razvil. Friderik II. Hohenstaufen je nameraval osvoboditi Ostuni njegovih fevdalnih vezi in mesto vzeti pod svojo neposredno in posebno zaščito tako, da bi njegov grad skupaj z gradom v Oriji, Tarantu in Brindisiju postavil za središče cesarske obrambe v Apuliji in ga oprostil davkov in uradnega nadzora. Poleg tega so morali prebivalci Villanove in Carovigna vzdrževati grad Ostuni, enega od Castra exempta Kraljevine Sicilije, pravzaprav je bil v 12. stoletju pristaniški sistem jadranskega območja pod oblastjo Ostunija. povečan z razvojem majhne Petrolle, danes Villa Novaa. Leta 1182 je Tancredi, grof Lecceja in gospodar Ostunija, podelil škofu in meščanom Ostunija, da ustanovijo središče blizu San Nicola di Petrolla in ga naselijo. Podelil mu je tudi mlin in peč, pri čemer si je pridržal pravico do sojenja.
Ostuni se je odprl za trgovino z Anžujci, ki so zgradili nove utrdbe za mesto in na ruševinah starodavne Petrolle ponovno ustanovili pristanišče Villanova (obalni del mesta). V aragonskem obdobju bil obdan z novim obzidjem s krožnimi stolpi: odprla so se štiri vrata, od katerih so danes ostala le Porta Nova iz 12. stoletja in obnovljena v 15. stoletju ter Porta San Demetrio iz 13. stoletja.
Med koncem 15. in prvim desetletjem 16. stoletja so se vodilni predstavniki judovske skupnosti Ostuni odlikovali v trgovini s tekstilnimi izdelki. Skupnost kot celota je bila ena najbolj uspešnih v deželi Otranto in ni bila izvzeta iz preganjanja s strani kristjanov.
Od leta 1300 do 1463 je bil del kneževine Taranto, od leta 1507 (skupaj z današnjim frazione Villanova in Grottaglie) je prešel na Izabelo Aragonsko, vojvodinjo iz Barija, ženo Giana Galeazza Sforze, milanskega vojvode. Pod Izabelino vladavino v času italijanske renesanse je Ostuni uspeval. Število prebivalcev je doseglo 17.000. Izabela je zaščitila humaniste ter ljudi umetnosti in slovstva, vključno s škofom Giovannijem Boviom. Umrla je leta 1524 in Ostuni je prešel kot dota na hčerko Boni Sforza, bodoči ženi poljskega kralja Sigismunda I.. V obdobju Bone Sforze je Ostuni še naprej užival stabilno vladavino. Leta 1539 je dala zgraditi stolpe ob vsej obali kot zaščito pred pričakovanimi napadi Turkov, ki so nadzorovali Balkan. Ti stolpi (še obstoječi, vključno s stolpi Pozzella, Pylon, Villanova in drugimi) so bili nameščeni in komunicirani z ognjenimi svetilniki.
Z Bourboni je mesto ponovno zacvetelo. Ostuni se je razširil proti bližnjim hribom Casale, Cappuccini, Sant'Antonio in Molino a Vento. Središče mestnega življenja se je s trga Piazza del Moro preselilo na današnji Piazza Libertà, kjer je danes mestna hiša (in nekoč sedež frančiškanskega samostana). Na tem trgu je Giuseppe Greco leta 1771 postavil steber v čast Sant'Oronzu, ki je po ljudskem izročilu mesto obvaroval pred kugo.
Na začetku 19. stoletja so na valu idealov razsvetljenstva Ostuni prekrižali tudi vstajniški nemiri: ustanovljena sta bila klub Giovine Italia in preprodaja Carbonara. Med temi vstaji je bil Ostuni prvo mesto v Apuliji, ki je postavilo trobojnico.
Od drugega povojnega obdobja do danes je ob razvoju kmetijstva in s tem povezane predelovalne industrije (oljčno olje, mandlji, vino) mesto postalo priznana turistična destinacija, ki je uspela nadgraditi svojo kulturno, zgodovinsko in arhitekturno. Na obali so nastale številne turistične vasice, kot je Rosa Marina, mednarodnega pomena, ena najčistejših na apulijski obali. Leta 2006 je bil na obali, ki meji na občino Fasano, ustanovljen Regionalni naravni park obalnih sipin od Torre Canne do Torre San Leonardo, zaščiteno območje velikega naravoslovnega in krajinskega poemna.

## Znamenitosti
Staro mestno jedro je Ostunijeva citadela, zgrajena na vrhu hriba in še vedno utrjena s starodavnim obzidjem. 
Ostuni se običajno imenuje Belo mesto (La Città Bianca v italijanščini) zaradi svojih belih sten in tipično bele barve arhitekture.
Največji spomeniki v mestu so stolnica in škofovska palača, skupaj s številnimi palačami lokalnih aristokratskih družin: Aurisicchio, Ayroldi, Bisantizzi, Falghieri, Ghionda, Giovine, Jurleo, Marseglia, Moro, Palmieri, Petrarolo, Sansone, Siccoda, Tanzarella, Urselli in Zaccaria.
Sostolnica Ostuni, ki stoji na vrhu najvišjega hriba, je bila začeta leta 1435 in dokončana med leti 1470 in 1495. Ima lepo, značilno poznogotsko pročelje, ki je s pilastri razdeljeno na tri dele. Osrednji del se zaključuje s timpanonom, ki ga tvorita dva upognjena loka, krila z dvema polovičnima lunetama; Timpanon in lunete imajo lepo gotsko krono, ki se razprostira ob straneh in okoli transepta, iz trolistnih lokov z nazobčanim profilom na izrezljanih konzolah. Fasado odpirajo trije elegantni ogivalni portali (v luneti srednjega je relief z upodobitvijo Madone in otroka v slavi), ki jih obkroža rozeta, od katerih je osrednji s 24 žarki, zelo izjemni po svoji velikosti in bogastvo rezbarij. Druge lepe rozete so v transeptih. Ima tloris latinskega križa s tremi ladjami, ki so prenovljene v zračnih in slovesnih oblikah iz 18. stoletja, z ravnim poslikanim stropom in čudovitimi baročnimi kapelami (pri vhodu steber primitivne gradnje). Na koncu leve stranske ladje je lesen oltar iz leta 1734 z doprsnimi kipi svetnikov Oronza, Biagia in Agostina. V apsidi je bogato izrezljan orehov kor (17. stoletje). V desni stranski ladji je grob škofa Fila (1720) in v zadnji kapeli je bila Madona z otrokom in svetniki, avtorja Jacopa Palma il Giovana (ukraden). Kapiteljski arhiv ima več kot 200 pergamentov od leta 1137. Rozeta okno cerkve je drugo največje v Evropi, takoj za cerkvijo Santa Maria del Pi v Barceloni.
V mestu so še:
- karmeličanski samostan iz 18. stoletja;
- cerkev sv. Jakoba iz Compostele ali Santi Cosma e Damiano, zgrajena leta 1423;
- cerkev sv. Frančiška Asiškega, srednjeveška osnova, vendar s fasado iz leta 1882;
- cerkev Spirito Santo (1637) ima čudovit renesančni portal z bas reliefi, ki jih pripisujejo 15. stoletju, še vedno v poznogotskem slogu:
- cerkev kapucinov (ali Santa Maria degli Angeli) iz leta 1585, v kateri je ohranjena čudovita slika neapeljske šole iz 17. stoletja;

Na okoliškem podeželju so značilne puglijske "masserie", utrjene velike posesti-kmetije, od katerih so eno, San Domenico, nekoč imeli malteški vitezi.
Zavetnik Ostunija je sveti Oroncij iz Lecceja, katerega festival, Cavalcata di Sant'Oronzo, se praznuje vsako leto od 25. do 27. avgusta.

### Arheološka najdišča
- dolmen Montalbano (napačno imenovan di Cisternino in lokalno znan kot Tavola dei Paladini) je v okrožju "majhno oko" na ozemlju Fasano, blizu mesta Montalbano di Fasano; je velikih razsežnosti (višina 145 cm; pokrivna plošča približno 200 x 300 cm), v zadnjem času poškodovan z uničenjem dromosa.
- arheološki in naravoslovni park Santa Maria D'Agnano predstavlja ostanke mesapskega naselja, dostopnega z državne ceste 16 Adriatica Ostuni-Fasano. V njem je ohranjena jama-svetišče, ki je pomembno za odkritje kosti "Gospe iz Ostunija", mlade ženske, ki je rodila pred 25.000 leti, ki se trenutno hrani v muzeju.
- Torre San Leonardo, proti saracenski stražni stolp, je v kraju Pilone;
- ob morju se dviga grad Villanova, kjer se odpre majhno pristanišče. Villanovo je leta 1277 ustanovil Karel I. Anžujski na mestu, kjer je proti koncu 12. stoletja Tancredi grof Lecceja zgradil mesto Petrolla, ki je kmalu izginilo zaradi napadov.

## Gospodarstvo
Ostunijevo gospodarstvo je v zadnjih desetih letih močno raslo. Do prve polovice 1990-ih je lokalno gospodarstvo temeljilo na kmetijstvu (znani so njegovi oljčni nasadi), od druge polovice 1990-ih do danes se je terciarni sektor močno razvil in ustvarjanje malih in srednje velikih podjetij ustvarja nova delovna mesta in povečujejo lokalno produktivnost. Izvoz oljčnega olja je opazen, tako doma kot v tujini.
Kmetijski sektor zaposluje precejšnje število delavcev. Temelji predvsem na pridelavi oljk, vinske trte, velikih zelenjavnih pridelkov, češenj in mandljev. Poleg tega kmetje niso močno prizadeti zaradi učinkov sušnih obdobij, saj lahko uporabljajo vodo iz številnih izvirov. Na tem območju je zelo dejavna tudi reja polnokrvnih konj murgeze ter tipična naravna in predvsem ekološka reja ovac, prašičev in koz.
Ostuni se je zaradi svoje ugodne geografske lege v zadnjih desetletjih precej razvil v industriji in trgovini. Na območju občine so prisotne tudi številne industrijske dejavnosti, ki so dejavne na področju živilstva, oblačil, lahke mehanike, plastike in gradbeništva. Trgovina je za turizmom najvidnejša panoga dejavnosti in lahko računa na organizacijo različnih razstav in sejmov skozi vse leto, ki privabljajo podjetja iz vse južne Italije.